# CAB 65
CAB 65 је професионални рачунар, производ фирме CAB који је почео да се израђује у САД током 1980. године.
Користио је MOS Technology 6502 као централни микропроцесор а RAM меморија рачунара 65 је имала капацитет од 32 KB. 
Као оперативни систем кориштен је непознато.

## Детаљни подаци
Детаљнији подаци о рачунару 65 су дати у табели испод.
|                       |                                    |
| [ 1 ]                 |                                    |
| Произвођач            |                                    |
| Тип                   | професионални рачунар              |
| Меморија              | 32                                 |
| Поријекло             | Сједињене Америчке Државе          |
| Година                | 1980                               |
| Тастатура             | тастатура са пуним помаком тастера |
| Процесор              |                                    |
| Фреквенција процесора | 1                                  |
| RAM                   | 32                                 |
| ROM                   | 24                                 |
| Текст                 | 40 x 24                            |
| Графика               | 280 x 192                          |
| Боја                  | Црно и бијело                      |
| Звук                  | 1 глас                             |
| Димензије             | непознато                          |
| Портови               |                                    |
| Оперативни систем     | непознато                          |